# Matilde Siracusano
Matilde Siracusano (Messina, 26 aprile 1985) è una politica italiana.

## Biografia
Figlia di Salvatore Siracusano, imprenditore messinese, proprietario di un'emittente televisiva siciliana negli anni '80, e politico per la Democrazia Cristiana, consigliere comunale dal 1985 al 1990 e assessore ai lavori pubblici della provincia di Messina. Ricopre ruoli dirigenziali nell'azienda di famiglia, la Italiana Costruzioni.
Dopo la laurea in scienze politiche all'Università di Messina, si trasferisce a Roma, dove prosegue gli studi presso la LUISS School of Government conseguendo il master in affari politici italiani (MAPI).
Ha lavorato come responsabile delle risorse umane in imprese edilizie e ha collaborato con alcune reti televisive siciliane.
Collabora con Il Tempo di Roma, per il quale scrive articoli di cronaca politica.

## Attività politica
Nel 2012 inizia il proprio percorso professionale all'interno della Camera dei deputati lavorando presso i gruppi parlamentari dell'UDC e di Scelta Civica per l'Italia, e, successivamente, con i parlamentari del Gruppo misto della Camera dei deputati Giovanni Monchiero, Edoardo Nesi e Andrea Vecchio.
Dal 2013 al 2017 si occupa di coordinamento ed organizzazione eventi dei gruppi giovanili di Scelta Civica per l'Italia, all'interno dell'ufficio rapporti con il territorio.

### Elezione a deputata
Nel 2017 aderisce a Forza Italia, con cui alle elezioni politiche del 2018 viene candidata alla Camera dei deputati sia nel collegio uninominale Sicilia 2 - 01 (Messina), sostenuta dalla coalizione di centro-destra, che come capolista nel collegio plurinominale Sicilia 1 - 02; nell'uninominale raccoglie il 29,49% dei voti e viene sconfitta dal candidato del Movimento 5 Stelle Francesco D'Uva (45,33%), mentre nel plurinominale risulta eletta deputata. Nel corso della XVIII legislatura ha fatto parte della 4ª Commissione Difesa (2018-2019) e della 2ª Commissione Giustizia (2019-2021; 2021-2022), oltreché brevemente della 11ª Commissione Lavoro pubblico e privato (2021) e della 9ª Commissione Trasporti, poste e telecomunicazioni (2021), in sostituzione del sottosegretario di Stato per i rapporti con il Parlamento nel governo Draghi Deborah Bergamini.

### Sottosegretaria ai rapporti col Parlamento
Alle elezioni politiche anticipate del 2022 viene ricandidata alla Camera sia nel collegio uninominale Sicilia 2 - 06 (Messina), sostenuta dalla coalizione di centro-destra, che tra le liste di Forza Italia nei collegi plurinominali Sicilia 2 - 02 come capolista, Puglia - 04 e Piemonte 2 - 02 in seconda posizione; nell'uninominale raccoglie il 29,07% dei voti e viene sconfitta dal candidato di Sud chiama Nord Francesco Gallo (32,25%), mentre nel plurinominale viene rieletta a Montecitorio in tutti e tre i collegi, optando per quello in Piemonte. Nella XIX legislatura è membro della 7ª Commissione Cultura, scienza e istruzione, venendo sostituita per l'incarico di governo che occupa da Stefano Benigni prima e Rosaria Tassinari poi.
Con la vittoria del centro-destra alle politiche del 2022 e la seguente nascita del governo presieduto da Giorgia Meloni, il 31 ottobre seguente viene nominata dal Consiglio dei Ministri come sottosegretaria di Stato ai rapporti con il Parlamento nel governo Meloni, entrando in carica dal 2 novembre.

## Vita privata
È stata sposata con Salvatore Zanna, ufficiale dell'Aeronautica; dal 2021 ha una relazione con Roberto Occhiuto, presidente della Regione Calabria, dal quale ha avuto un figlio: Tommaso (2022).